# Интеф VII
Набукофера Интеф (VII) је био староегипатски фараон који је владао у периоду од 1625. до 1622. п. н. е. Представник Седамнесте египатске династије.
Картуш Иниотефа
Интеф се из много разлога сматра оснивачем нове, јаке гране краљева, чија је појава у Теби постала претња моћи Хикса. Пошто је Интеф поново употребио амајлију Сецхемра, може се претпоставити да је владао касније од њега и да је вероватно припадао другом роду. На краљевском списку Карнака, име Интефа појављује се поред имена Сенактенре Ахмосеа и Секененре Таа II. Његов антропоидни саркофаг који се чува у Британском музеју, ближи је по пропорцијама и дизајну саркофагу Секененре Таа II од било ког другог саркофага који је данас познат, а сличност између његовог краљевског имена и имена Вајкхепереа Камосеа изгледа јасна. Локација његове гробнице - северно од гробница Интефа V и Собекемсафа II - пре показује не да је он био претходник ових краљева, као што су неки истраживачи мислили, већ да је поставио темеље за нову линију краљевских гробница .

## Декрет из Коптоса
Најважнији артефакт настао током владавине Набукефера Интефа је орден, прилично грубо исклесан на унутрашњој страни пилона који је подигао Сенусрет I у Гебету (Коптос). Извесни Тети, син Минхотепов, племић са Коптоса, очигледно је склопио споразум са краљевим непријатељима, а текст садржи најаву да га због овог злочина треба протерати. Противници дотичног владара могли би бити хиксоски владари Делте и њихова сродна племена која живе у пустињи. Преко Коптоса је пролазио каравански пут кроз пустињу до обале Црвеног мора, а самим тим и до Синајског и Арапског полуострва. Стога је могуће да су овим путем непријатељи владара планирали инвазију на ове јужне крајеве. Иако се данас признаје да „непријатељи“ у чувеном декрету Набукефера Интефа, написаном у храму Мин у Коптосу, нису прави непријатељи, већ магичне фигурице које је украо извесни Тети, син Минхотепов, декрет јасно сведочи на све већу моћ и склоност тебанских краљева ка јединој власти. Овај строги указ, издат треће године краљеве владавине, упућен је градоначелнику Коптосу .